# 岐阜県道32号春日揖斐川線
岐阜県道32号春日揖斐川線（ぎふけんどう32ごう かすがいびがわせん）とは、岐阜県揖斐郡揖斐川町内の県道（主要地方道）である。

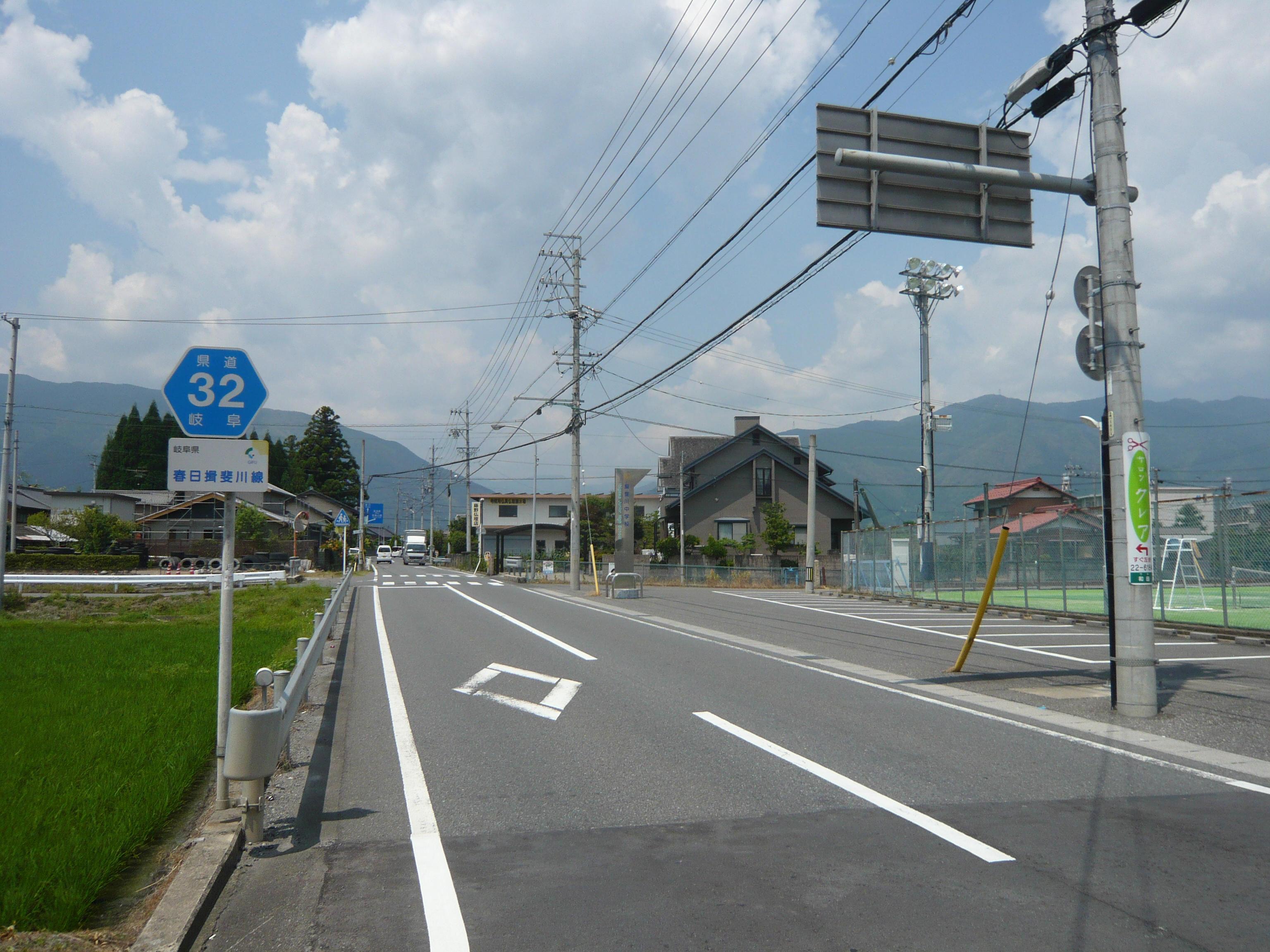
岐阜県道32号線。揖斐川町脛永

## 概要
揖斐川町の旧春日村と揖斐川町中心部（2005年の合併前の旧揖斐川町）を結ぶ。
道路状態が貧弱であり、旧春日村内は改良されていなく隘路となっている部分も多い（特に起点から「川合」バス停付近）。また、山岳地域を通るため土砂崩れなどの危険もある。数年前に土砂崩れによって不通になった際は、林道と岐阜県道40号山東本巣線を通り、旧久瀬村を通る迂回措置がとられた。
ほぼ全線にわたって、揖斐川町コミュニティバス春日線の路線となっている。

### 路線データ
- 起点：岐阜県揖斐郡揖斐川町春日美束
- 終点：岐阜県揖斐郡揖斐川町和田（下岡島交差点＝国道417号交点）
- 実延長：15.351km[1]

## 歴史
- 1993年（平成5年）5月11日 - 建設省から、県道美束揖斐川線が春日揖斐川線として主要地方道に指定される[2]。

## 重複区間
- 岐阜県道254号藤橋池田線（揖斐川町黒田）

## 地理

### 通過する自治体
- 岐阜県
揖斐郡揖斐川町

### 交差する道路
- 岐阜県道257号川合垂井線（揖斐川町春日川合）
- 岐阜県道259号市場池田線（揖斐川町市場）
- 岐阜県道254号藤橋池田線（揖斐川町黒田）
- 国道417号（揖斐川町和田・下岡島交差点）

### 沿線
- 国見岳スキー場
- 揖斐川町春日振興事務所
- かすがモリモリ村
- 揖斐川町立揖斐川中学校